# Enrique Iglesias
Enrique Iglesias, właściwie Enrique Miguel Iglesias Preysler (ur. 8 maja 1975 w Madrycie) – hiszpański piosenkarz, aktor i kompozytor.

## Życiorys

### Dzieciństwo
Jest synem hiszpańskiego piosenkarza i kompozytora Julia Iglesiasa oraz filipińskiej dziennikarki Isabel Preysler. Kiedy miał trzy lata, jego rodzice rozwiedli się. Pięć lat później, po porwaniu jego dziadka, Julio Iglesiasa Seniora przez ETA, Enrique przeprowadził się do Miami, gdzie mieszkał wówczas jego ojciec.
Studiował na University of Miami.

### Kariera

#### Do 1996: Początki i debiutancki album
Karierę muzyczną rozpoczął w szkole średniej, kiedy wystąpił w musicalu Hello, Dolly!. Podczas studiów zdecydował, że spróbuje swoich sił w branży rozrywkowej, jednak nie miał wówczas wystarczająco pieniędzy na nagranie pierwszego demo. Z pomocą przyszła mu jego opiekunka z dzieciństwa, Elvira Olivares, która zaoferowała pożyczkę w wysokości 2 tys. dolarów. W tym czasie Iglesias nawiązał współpracę z menedżerem Fernanem Martinezem, który rozesłał demo piosenkarza (używającego wówczas pseudonimu Enrique Martinez) do kilku wytwórni. Po upływie kilku miesięcy Enrique podpisał kontrakt z Fonovisa i rozpoczął nagrywanie swojej debiutanckiej płyty w Toronto w Kanadzie.
Album, zatytułowany po prostu Enrique Iglesias, miał premierę w 1995. Znalazły się na nim przede wszystkim popowo-rockowe ballady, w tym dwa przeboje: „Si tú te vas” oraz „Experiencia religiosa”, a także utwór „Por amarte”, który został wykorzystany jako motyw muzyczny w telenoweli Marisol. W ciągu pierwszego tygodnia po premierze album sprzedał się USA w liczbie ponad 500 tys. sztuk, co było niezwykłym osiągnięciem jak na płytę nagraną w języku innym niż angielski. Sukces płyty doprowadził do nagrania jej włosko- i portugalskojęzycznej wersji. Krążek zapewnił Iglesiasowi nagrodę Grammy w kategorii „Najlepszy wykonawca latynoski”.

#### 1997–1998:ViviriCosas del amor
W 1997 do sklepów trafiła jego druga płyta studyjna zatytułowana Vivir (To Live). Wśród utworów, które znalazły się na płycie, był m.in. utwór „Solo en ti”, będący coverem przeboju „Only You” z repertuaru zespołu Yazoo. W ramach promocji albumu artysta zagrał trasę koncertową obejmującą szesnaście krajów. Na scenie towarzyszyli mu m.in. muzycy, którzy mieli na koncercie nagrania i występy z takimi artystami, jak Elton John czy Bruce Springsteen. Płytę Viver promowały trzy single: „Enamorado por primera vez”, „Solo en tí” oraz „Miente”. Wszystkie dotarły na szczyt latynoskiej listy przebojów magazynu „Billboard”. Otrzymał nominację do Amerykańskiej Nagrody Muzycznej dla ulubionego artysty latynoskiego. Podczas ceremonia wręczenia nagród, na której triumfował jego ojciec, wykonał piosenkę „Lluvia cae”.
Rok później ukazała się trzecia płyta Enrique Iglesiasa zatytułowana Cosas del amor (Things of Love). Pochodzące z albumu single „Esperanza” i „Nunca te olvidaré” dotarły na szczyt latynoskiej listy przebojów „Billboardu” i ugruntowały pozycję piosenkarza na rynku muzyki latynoskiej. Wspierając promocję płyty, zagrał serię koncertów, z czego występ w Acapulco był transmitowany przez telewizję. Niedługo po tym wokalista ruszył w trasę koncertową o tytule Cosas del Amor, w ramach której grał na dużych stadionach. Była to pierwsza w historii trasa koncertowa sponsorowana przez markę McDonald’s. Podczas rozdania Amerykańskich Nagród Muzycznych został uhonorowany w kategorii „Ulubiony artysta latynoski”.

#### 1999–2001:EnriqueiEscape
W 1999 zdecydował się na nagranie płyty z piosenkami w języku angielskim. Pomógł mu w tym aktor Will Smith. Pierwszym anglojęzycznym singlem piosenkarza został singel „Bailamos”, który znalazł się na ścieżce dźwiękowej do filmu Bardzo dziki zachód Smitha. Sukces piosenki spowodował wzrost zainteresowania artystą ze strony wytwórni płytowych. Ostatecznie podpisał kontrakt z Interscope, dla której nagrał swoją pierwszą anglojęzyczną płytę, zatytułowaną po prostu Enrique. Sesja nagraniowa trwała dwa miesiące. Na album trafiły m.in. takie kompozycje, jak duet „Could I Have This Kiss Forever” z Whitney Houston, cover piosenki „Sad Eyes” Bruce’a Springsteena oraz utwór „Be With You”. Ostatnim singlem promującym album była piosenka „You’re My #1”, wydana na terytoriach kilku krajów w formie duetów z lokalnymi gwiazdami: w Rosji była to Alsou, w Brazylii duet Sandy & Junior, a w Azji – Valen Hsu.

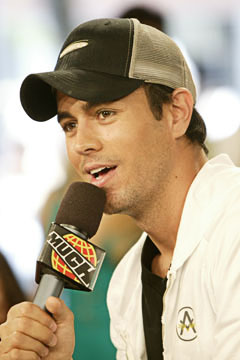
Enrique Iglesias, 2007

W 2000 współprodukował musical Four guys named Jose and una mujer named Maria wystawiany na Broadwayu. 30 października 2001 ukazała się jego nowa płyta studyjna zatytułowana Escape. Album zadebiutował na drugim miejscu listy najpopularniejszych albumów notowania „Billboard”, uzyskując wynik ok. 267 tys. sztuk sprzedanych w pierwszym tygodniu od premiery. Album uzyskał status platynowej płyty w wielu krajach na świecie, takich jak m.in.: Kanada (sześciokrotnie), Irlandia, Australia (pięciokrotnie), Wielka Brytania (czterokrotnie), Stany Zjednoczone, Indie (trzykrotnie) i Niemcy (dwukrotnie). Na całym świecie płyta sprzedała się w ponad 23 mln egzemplarzach. Krążek promowany był przez single „Hero” i tytułowy „Escape”, a płyta do tej pory jest najlepiej sprzedającym się albumem w jego karierze. W ramach jej promocji artysta zagrał serię koncertów w szesnastu krajach. Bilety na wszystkie występy zostały wyprzedane.

#### 2002–2006:Quizási7
W 2002 wydał swoją czwartą hiszpańskojęzyczną płytę studyjną zatytułowaną Quizás. Piosenki, które na nią trafiły, wyróżniały się bardziej introspektywnym charakterem i bardziej dopracowaną produkcją. Płyta zadebiutowała na dwunastym miejscu listy przebojów „Billboardu” i na szczycie zestawienia najpopularniejszych albumów latynoskich. W ciągu tygodnia od premiery krążek rozszedł się w liczbie miliona sztuk, stając się najlepiej sprzedającą się hiszpańskojęzyczną płytą od pięciu lat. Trzy promujące ją single dotarły na szczyt latynoskiej listy przebojów, a piosenka „Para que la vida” została odtworzona ponad milion razy w amerykańskich rozgłośniach radiowych, ustanawiając nowy rekord. Piosenkarz jako pierwszy artysta wykonał po hiszpańsku piosenkę („Quizás”) w programie telewizyjnym The Tonight Show With Jay Leno. Album zapewnił mu nagrodę Latin Grammy Award w kategorii „Najlepsza popowa płyta”.
W 2003 zagrał też u boku Antonio Banderasa i Salmy Hayek w filmie Pewnego razu w Meksyku: Desperado 2 w reżyserii Roberta Rodrigueza. 25 listopada ukazała się jego siódma płyta studyjna zatytułowana 7, dotarła do 34. miejsca listy „Billboardu”, sprzedając się w pierwszym tygodniu w liczbie 349 tys. sztuk. Krążek promowany był przez single „Addicted” i „Not in Love”, nagrany w duecie z Kelis. Pod względem muzycznym kompozycje nawiązywały do brzmienia z lat 80. Wkrótce po premierze płyty wyruszył w największą w swojej karierze trasę koncertową, odwiedzając takie miejsca, jak m.in. Australia, Indie, Egipt, czy Singapur. Trasa zakończyła się w Południowej Afryce. W tym czasie artysta pojawił się też w kilku popularnych programach telewizyjnych (m.in. The Oprah Winfrey Show) oraz jako gość Diego Maradony w Argentynie. Promował też zapach True Star Men Tommiego Hilfigera. W 2004 wcielił się w rolę cesarza rzymskiego w reklamie telewizyjnej Pepsi, w której zagrał u boku trzech piosenkarek: Britney Spears, Beyoncé i Pink.

#### 2007–2011:InsomniaciEuphoria

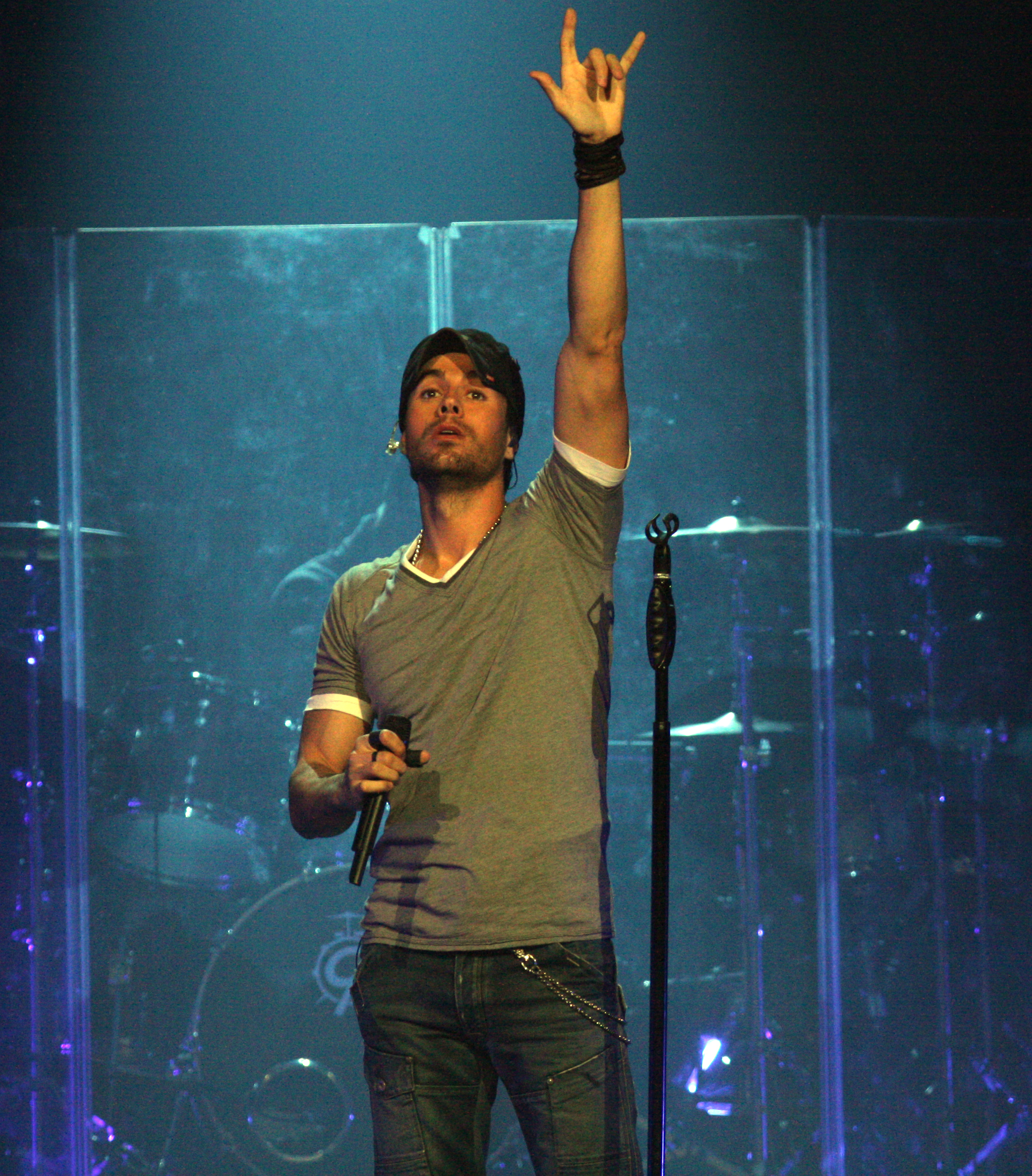
Enrique Iglesias podczas koncertu w Sydney, lipiec 2011

Na jego nowe nagrania fani musieli poczekać prawie cztery lata. Nowy singel „Do You Know (The Ping Pong Song)”, który stał się hitem, miał premierę 10 kwietnia 2007 i zapowiadał nowy album piosenkarza zatytułowany Insomniac. Płyta trafiła do sklepów 12 czerwca tego samego roku. Materiał na album powstawał przy współpracy m.in. Seana Mansarda, Maxa Martina, Kristiana Lundina, Marka Taylora, Poula Barry’ego i Andersa Bagge. Na ostateczną wersję krążka trafiło dwanaście piosenek w języku angielskim i trzy w języku hiszpańskim. Trasa koncertowa promująca płytę rozpoczęła się koncertem w Virgin Megastore w Los Angeles. 29 czerwca 2008 piosenkarz wystąpił na Ernst-Happela w Wiedniu przed finałem Mistrzostw Europy 2008, prezentując piosenkę „Can You Hear Me”.
W styczniu 2010, w związku z trzęsieniem ziemi na Haiti, przekazał zyski ze sprzedaży swojej piosenki „It Must Be Love” na rzecz organizacji pomagającym poszkodowanym w tragedii. Miesiąc później, razem z innymi artystami, wziął udział w nagraniu nowej wersji przeboju „We Are the World”. 5 lipca na rynku pojawił się jego dziewiąty album studyjny zatytułowany Euphoria, będący pierwszym dwujęzycznym albumem w dorobku artysty. Na płycie znalazło się siedem angielskich i sześć hiszpańskich piosenek, a gościnnie zaśpiewali w nim tacy artyści, jak m.in. Nicole Scherzinger, Pitbull, Akon i Lionel Richie. Po wydaniu album zadebiutował na dziesiątym miejscu na liście Billboard 200, ze sprzedażą 27 tys. egzemplarzy. Był to również najlepiej sprzedający się album latynoski w 2010. Na świecie sprzedał się w łącznym nakładzie ponad 55 mln sztuk. Na krążku znalazły się hity, takie jak m.in. wyprodukowany przez RedOne’a utwór „I Like It” (z udziałem amerykańskiego rapera Pitbulla), hiszpańskojęzyczny „Cuando me enamoro” (nagrany wspólnie z latynoskim wykonawcą Juanem Luisem Guerrą), „Heartbeat” (z udziałem Nicole Scherzinger), „No me digas que no” oraz „Tonight (I’m Fuckin’ You)” (z udziałem Ludacrisa i DJ-a Franka E). Wznowienie albumu zostało wzbogacone o remiksy trzech utworów: „Tonight (I’m Lovin’ You)”, „I Like It” oraz „Heartbeat”.

#### Od 2012:Sex and Love
W 2012 wyruszył z Jennifer Lopez w jej trasę koncertową Dance Again World Tour. 18 marca 2014 ukazała się jego kolejna płyta studyjna zatytułowana Sex and Love, która była drugim dwujęzycznym albumem w dorobku piosenkarza. Krążek promowany był m.in. przez singiel „Bailando”, nagrany razem z Descemerem Bueną i grupą Gente de Zona. Utwór stał się przebojem.

### Życie prywatne
Spotykał się z Celines Toribio, Sofią Vergarą, Samanthą Torres (1997), Christiną Aguilerą (1998), Shannon Elizabeth (2000–2001), Jennifer Love Hewitt (2001) i Cynthią Kirchner (2001).
Od grudnia 2001 związany jest z tenisistką i modelką Anną Kurnikową, z którą poznał się na planie teledysku do utworu „Escape”. 16 grudnia 2017 zostali rodzicami bliźniąt, Nicolasa i Lucy, 30 stycznia 2020 córki Mary.

## Dyskografia

### Albumy studyjne
- Enrique Iglesias (1995)
- Vivir (1997)
- Cosas del amor (1998)
- Enrique (1999)
- Escape (2001)
- Quizás (2002)
- 7 (2003)
- Insomniac (2007)
- Euphoria (2010)
- Sex and Love (2014)
- Final (Vol. 1) (2021)
- Final (Vol. 2) (2024)

## Filmografia
- 2003: Pewnego razu w Meksyku: Desperado 2 jako Lorenzo
- 2007: Dwóch i pół jako Fernando
- 2007: Jak poznałem waszą matkę jako Gael